# Balearic beat
La Balearic beat (ou Balearic house) est un genre fusion de musique dance ayant initialement émergé au milieu des années 1980,. Il est devenu plus tard le nom d'un style de musique électronique qui a été populaire dans le milieu des années 1990. La Balearic house est nommée pour sa popularité parmi les boîtes de nuit européennes mais également pour les raves de plage aux Baléares sur l'île d'Ibiza, une destination touristique populaire chez les jeunes britanniques. Certaines compilations de musique de dance proviennent de la Balearic house.

## Histoire
Les DJ britanniques Trevor Fung, Paul Oakenfold, et Danny Rampling sont communément crédités pour avoir « découvert » la Balearic beat en 1987 lors de vacances à Ibiza. Ils apprennent supposément l'existence de cette musique au club Amnesia, un nightclub d'Ibiza, grâce à Alfredo Fiorito (Alfredo) originaire d'Argentine,. Ce dernier joue un mélange éclectique de dance dont le style couvre un groove hypno indie des Woodentops, le rock mystique des Waterboys, les premiers éléments de house, d'europop, et certains éléments inhabituels adoptés par Peter Gabriel et Chris Rea.